# Zillingdorf
Zillingdorf – gmina targowa w Austrii, w kraju związkowym Dolna Austria, w powiecie Wiener Neustadt-Land. Według Austriackiego Urzędu Statystycznego liczyła 2 004 mieszkańców (1 stycznia 2014).